# Ventanas (Davide Van De Sfroos)
Ventanas è stato il primo DVD pubblicato dal cantautore italiano Davide Van De Sfroos. Realizzato nel 2006, contiene le immagini e le canzoni del tour estivo dell'artista, partito il 10 giugno durante la Notte bianca di Como e conclusosi il 22 ottobre a Sondrio.
L'album include 12 canzoni, già pubblicate in precedenti album di Van De Sfroos, riproposte con arrangiamenti diversi, oltre a 13 contenuti extra. Il titolo è lo stesso di una delle canzoni la cui interpretazione è presente nel DVD, brano inciso per la prima volta nel 2001 come ultima traccia del secondo album in studio del musicista comasco, ...e semm partii; si tratta di un termine in lingua sarda che significa "finestre".

## Tracce

### Canzoni
1. Il Paradiso dello Scorpione
2. El Baron
3. Pulenta e galena fregia
4. Nona Lucia
5. La poma
6. La balera
7. Ninna nanna del contrabbandiere
8. Sügamara
9. La balada del Genesio
10. Hoka Hey
11. Cyberfolk
12. Ventanas
13. Akuaduulza

### Contenuti extra
1. New Orleans
2. L'intervista
3. Odontoblues
4. Transenna
5. Briganti e leopardi
6. Riturnella
7. Bar De Sfroos
8. Lucania
9. Le origini di Jaimi
10. Scuola di cinema
11. La cravatta
12. Anguadi

## Formazione durante il tour
- Davide Van De Sfroos - voce e chitarra
- Angapiemage Galiano Persico
- Jamie Scott Dolce
- Sugar Blue
- Latonya Cobin
- Giorgio Peggiani
- Michele Papadia
- Andrea Taravelli
- Silvio Centamore
- Tiziana Zoncada